# Cima Catinaccio
La cima Catinaccio (en allemand Rosengartenspitze et en ladin Ciadenac) est un sommet des Alpes italiennes culminant à 2 981 m dans les Dolomites. 
Elle fait partie du groupe du Catinaccio dont elle constitue le deuxième sommet par l'altitude et est réputée pour l'escalade de sa paroi est, caractérisée par des voies d'une grande verticalité.

## Géographie

### Situation
La cima Catinaccio se situe à la limite entre le val di Tires et le val di Fassa à environ 20 km à l'est de Bolzano de part et d'autre de la frontière entre la province autonome de Bolzano (ou Tyrol du Sud) et celle de Trente. La partie sud-tyrolienne de la montagne est protégée par le parc naturel Sciliar - Catinaccio (en allemand Schlern-Rosengarten).

### Géologie
Le massif des Dolomites, auquel appartient la cima Catinaccio, est caractérisé par une abondance de dolomie, roche sédimentaire carbonatée.

## Premières ascensions
- 31 août 1874 : paroi ouest et arête nord par Charles Comyns Tucker et Thomas Henry Carson avec le guide François Devouassoud.
- 31 juillet 1887 : arête sud par Gottfried Merzbacher et Johann Santner.
- 28 août 1896 : face est (voie Dimai) par Antonio Dimai, John Swinnerton Phillimore, Arthur Guy Sandars Raynor, Luigi Rizzi.
- 27 août 1929 : paroi est directe (voie Steger) par Sigmund Lechner, Fred Masè Dari, Hans Steger et Paula Wiesinger.
- 1991 : paroi est (voie Fantasia) par A. Bernard et M. Vigo.

## Alpinisme
Les voies classiques sont les suivantes :
- voie normale (couloir ouest et arête nord) : PD+ ;
- paroi est directe, voie Steger : TD ;
- paroi est, voie Fantasia : TD.

## Accès
- Refuge Vajolet (2 243 m) - CAI Trento.
- Refuge Gardeccia (1 949 m).